# Jokipuisto
Le parc du fleuve (en finnois : Jokipuisto) est un parc de la ville de Kotka en Finlande,.

## Description
Jokipuisto est situé à l'extrémité sud du bras Korkeakoskenhaara du fleuve Kymijoki.
Il est bordé par la rue Urheilukatu, la rue Kyminlinnantie et par le parc sportif de Karhula.
Sa superficie est d'environ un hectare.
Le parc fait partie du sentier de randonnée Jokiranta, long d'environ 2,5 kilomètres,  
Le parc a été mis en service le jour de Kotka, le 17 mai 2013.
Le parc est construit sur plusieurs niveaux différents. 
Au niveau supérieur, il y a un bassin d'un diamètre de huit mètres, dans lequel l'eau est pompée du  Kymijoki. 
Au milieu de la piscine se trouve la sculpture en acier de sept mètres de haut d'Antti Maasalo, Alkulahtei, qui a été dévoilée lors de la cérémonie d'ouverture du parc. 
Du niveau supérieur, l'eau s'écoule dans des ruisseaux à travers deux étangs jusqu'au fleuve. 
Le plus petit des étangs a un diamètre de 20 mètres et le plus grand de 55 mètres.
En 2014, la sculpture Tukinuittaja d'Emil Wikström a été érigée dans le parc.

## Prix et reconnaissance
Jokipuisto a reçu le Prix de la structure environnementale de l'année 2015.
Jokipuisto a reçu le Green Flag Award (en) en 2019, 2020 et 2021.